# 芸術部
芸術部（げいじゅつぶ）は、創価学会員の芸能人が所属している職業別の人材グループである。

## 概要
創価学会「芸術部」は、創価学会員の芸能人により構成されており、創価学会の理念や歴史を学び、それらを地域や社会に広げるために芸能界で活動をしている。
1962年（昭和37年）3月8日に結成された。